# 眞山龍
眞山 龍（まやま りゅう、1981年6月5日 - ）は、宮城県豊里町（現：登米市）出身の元プロ野球選手（投手）。右投右打。

## 来歴・人物
仙台育英高校時代には第81回全国高等学校野球選手権大会にエースとして出場。1回戦の佐賀東高校戦では完封勝利を挙げた。2回戦では正田樹、一場靖弘を要する桐生第一高校戦では四球から崩れ、8回7失点でマウンドを降りた。後続投手も打ち込まれ、結局11-2と大敗を喫した。1999年のドラフト会議にて西武ライオンズから2位指名を受け入団。
2005年シーズン終了後、戦力外通告を受け、2軍のサブマネージャーに転身することとなった。その後1軍のマネージャーに異動、試合中のベンチにその姿が見られた。
2012年より再び2軍マネージャーに異動。春野キャンプの様子が「眞山龍の二軍マネージャー日記」として、ライオンズの携帯サイトで掲載されている。
2020年現在は再び1軍マネージャーを務めている。

## 詳細情報

### 年度別投手成績
一軍公式戦出場なし

### 背番号
- 24 （2000年 - 2005年）